# Jesa

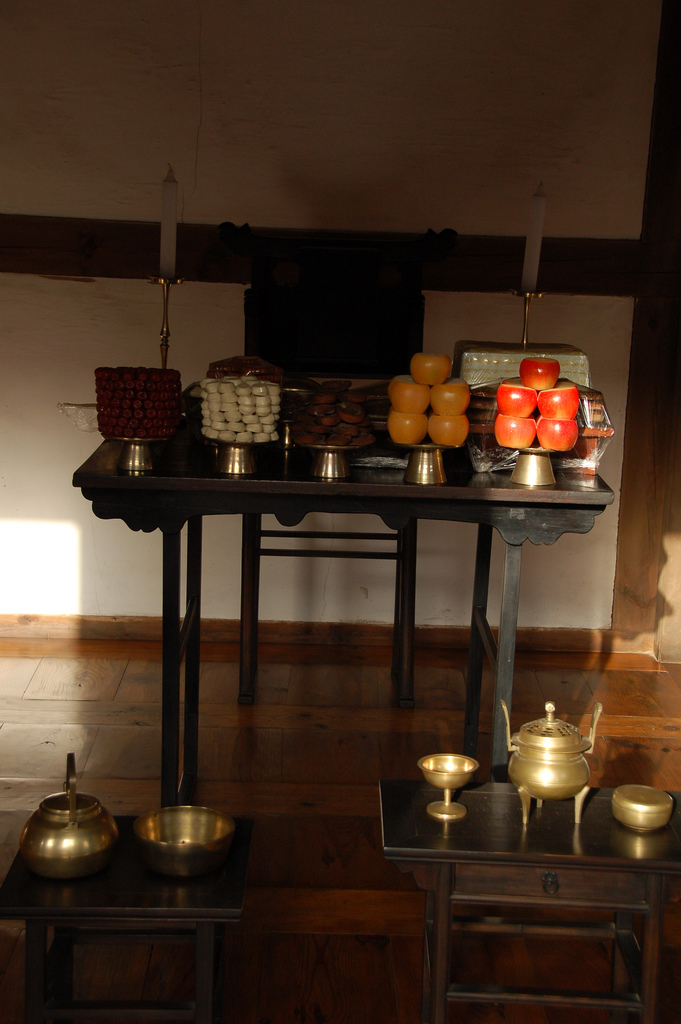
Santuario per i jesa.

I jesa (제사?, 祭祀?, pronuncia coreana: [tɕe.sa]) sono cerimonie comunemente praticate in Corea che funzionano come memoriale per gli antenati dei partecipanti. I jesa si tengono di solito nell'anniversario della morte dell'antenato. La maggioranza dei cattolici, dei buddisti e dei non credenti pratica i riti ancestrali, anche se i protestanti non lo fanno. Il divieto cattolico sui riti ancestrali fu revocato nel 1939, quando Papa Pio XII riconobbe formalmente i riti ancestrali come pratica civile. Molti cristiani coreano-americani, in particolare i protestanti, non praticano più questo rito.

## Origine

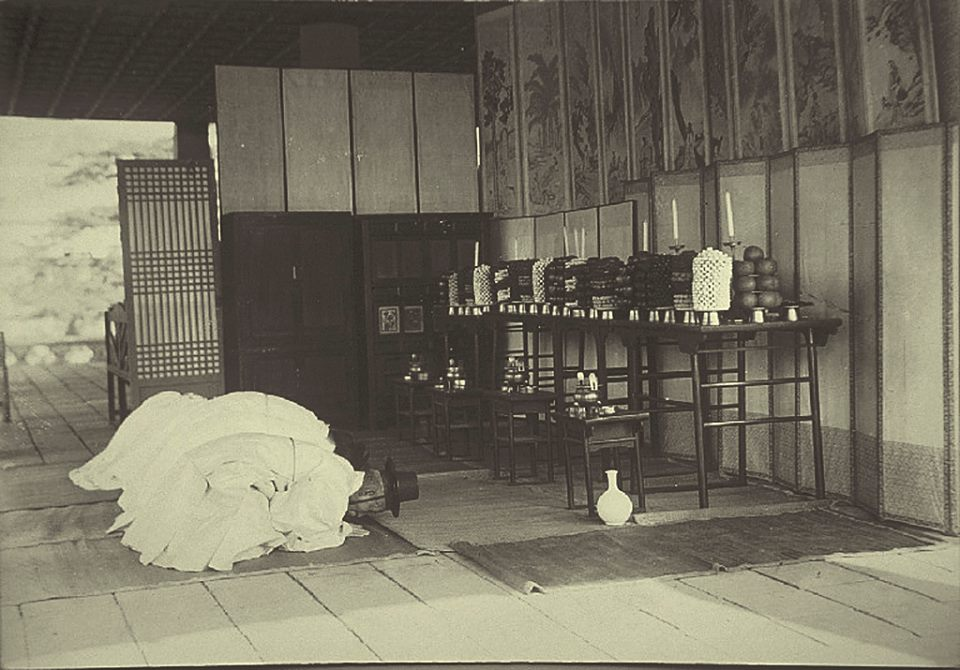
Rituale jesa.

L'origine del rito è legata al culto della natura basato sullo sciamanesimo.
I riti ancestrali iniziarono alla fine della dinastia Goryeo, e furono ampiamente incoraggiati dal settore privato durante la dinastia Joseon. All'inizio, i riti ancestrali si tenevano solo tra i funzionari del governo e alcuni aristocratici, ma sono diventati comuni dopo la metà della dinastia Joseon. Il fatto che i riti ancestrali siano stati eseguiti fino ai tempi moderni è un punto importante nella cultura coreana che risente ancora delle dottrine confuciane. Quando il cattolicesimo entrò per la prima volta in Corea, i riti ancestrali furono proibiti perché considerati come idolatria, ma papa Pio XII permise di eseguire i riti ancestrali nel 1939 dicendo che i riti ancestrali del confucianesimo non erano cerimonie religiose, ma riti civili.

## Tipologie
Ci sono diversi tipi di riti come, ad esempio:
- Gijesa (기제사?, 忌祭祀?) che si tiene il giorno della morte dell'antenato ogni anno. Il gijesa viene eseguita fino a cinque generazioni di antenati nella casa del discendente più anziano.
- Charye (차례?, 茶禮?), si tengono nei giorni di festa o nei giorni che segnano il cambio di stagione. I charye si tengono durante il Seollal o il primo giorno del primo mese lunare, e durante il Chuseok, che cade il quindicesimo giorno dell'ottavo mese lunare. Tuttavia nelle famiglie con un cognome rispettato che possiedono un santuario familiare, i riti ancestrali sono ancora osservati al Jungyang (중양?, 重陽?, nono giorno del nono mese lunare) e all'Hansik (한식?, 寒食?, intorno al 5 aprile). Il charye, tenuto nei giorni festivi, era originariamente chiamato Sokjeoljesa (속절제사?, 俗節祭祀?, rito commemorativo tenuto in un giorno festivo abituale) e non è una cerimonia che figura nei testi riguardanti le regole di decoro. Infatti, nessun libro di riti menziona i charye, i riti ancestrali che si tengono nei giorni di festa.
- Seongmyo, servizi commemorativi che vengono eseguiti davanti alle tombe nel mese lunare di ottobre in memoria dei vecchi antenati di cinque o più generazioni.

## Svolgimento
In origine, i riti ancestrali si tenevano dalla mezzanotte fino all'una di notte. Tuttavia, nei tempi moderni, i riti ancestrali si tengono spesso tra le 20 e le 22 per comodità, e i charye si tengono di solito la mattina delle feste. Anche se ci sono delle regole sulla tavola rituale, dipende anche dalla struttura della famiglia. 
La tavola rituale era semplice ed essenziale, ma il cibo rituale e le procedure rituali sono diventate più colorate e complicate a causa della tendenza a mostrare il potere della famiglia attraverso i riti ancestrali.

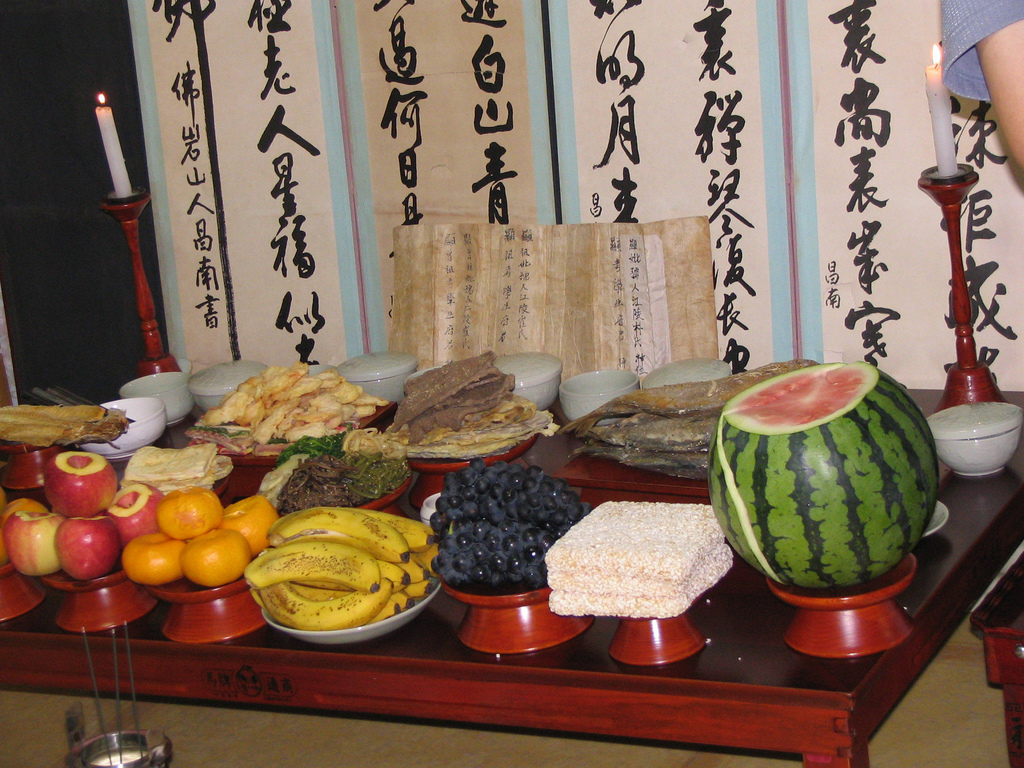
Tavolo da Jesa

Un tipico rito viene generalmente eseguito seguendo questa sequenza:
- Kangshin (강신?, 降神?): Ovvero diversi saluti rituali che richiamano gli spiriti.
- Choheon (초헌?, 初獻?, "offerta iniziale"): Il discendente maschio più anziano fa la prima offerta di vino di riso, seguito da sua moglie. Alla conclusione della prima offerta rituale, il figlio maggiore mostrerebbe i suoi rispetti eseguendo un inchino rituale due volte. La moglie si inchina quattro volte.
- Aheon (아헌?, 亞獻?, "offerta secondaria"): Anche il secondo discendente maschio più anziano (tipicamente i figli maggiori successivi o i generi) fa un'offerta di liquore.
- Jongheon (종헌?, 終獻?, "offerta finale"): Il terzo discendente maschio più anziano (tipicamente i successivi figli maggiori o generi) fa anch'esso un'offerta di liquore. Le offerte continuano ad essere fatte fino a quando non ci sono più discendenti maschi di alto rango.
- Sapsi (삽시?, 揷匙?, "inserimento del cucchiaio"): Il piatto principale viene servito dal discendente maschio più anziano, alla tavoletta commemorativa, infilando un cucchiaio al centro della ciotola di riso.
- Yushik (유식?, 侑食?, "pasto sollecitato"): Gli antenati ricevono le offerte e partecipano al pasto. Per farlo, i partecipanti lasciano la stanza, chiamata hapmun (합문?, 闔門?). In seguito, in gyemun (계문?, 啟門?): i partecipanti tornano nella stanza, dopo qualche minuto. Questo è segnalato dal discendente maschio più anziano che si schiarisce la gola due volte.
- Heonda (헌다?, 献茶?, "offerta del tè"): Il tè, preparato con riso tostato viene offerto agli antenati.
- Cheolsang (철상?, 撤床?, "rimozione del tavolo"): Tutti i partecipanti alla cerimonia si inchinano due volte e gli spiriti vengono mandati via fino al prossimo anno. Il tavolo con le offerte di cibo e di vino viene poi liberato e la preghiera scritta recitata in precedenza durante la cerimonia viene data alle fiamme.
- Eumbok (음복?, 飮福?, "bere benedizioni"): I partecipanti dividono le offerte sacrificali e partecipano alla festa. Il consumo del cibo e del vino rituale è considerato parte integrante della cerimonia, in quanto simboleggia la ricezione delle benedizioni concesse alla famiglia.

## Sindrome dei riti ancestrali
Molte casalinghe si lamentano della sindrome dei riti ancestrali e della sindrome delle vacanze a causa dei pesi fisici e mentali quando il giorno del servizio commemorativo ritorna più volte all'anno. Questo perché tutto dipende dalle donne, dal fare la spesa al lavare i piatti. Alla fine degli anni 1990, l'Associazione delle donne ha lanciato una campagna per risolvere la discriminazione di genere durante le feste e i riti ancestrali, il cui slogan era "Feste sorridenti, incontri equi con le vacanze", dicendo che uomini e donne lavorano insieme e riposano insieme.